# Art Bears
Gli Art Bears sono stati un gruppo rock britannico, nato dallo scioglimento degli Henry Cow e attivo dal 1978 al 1981, che ha pubblicato tre album.

## Formazione
- Chris Cutler - percussioni
- Fred Frith - chitarra, basso, violino, tastiere
- Dagmar Krause - voce

## Discografia

### Album in studio
- 1978 - Hopes and Fears
- 1979 - Winter Songs
- 1981 - The World as It Is Today

### Singoli
- 1979 - Rats & Monkeys/Collapse

### EP
- 1981 - Coda to Man and Boy
- 1982 - All Hall